# Pittensair

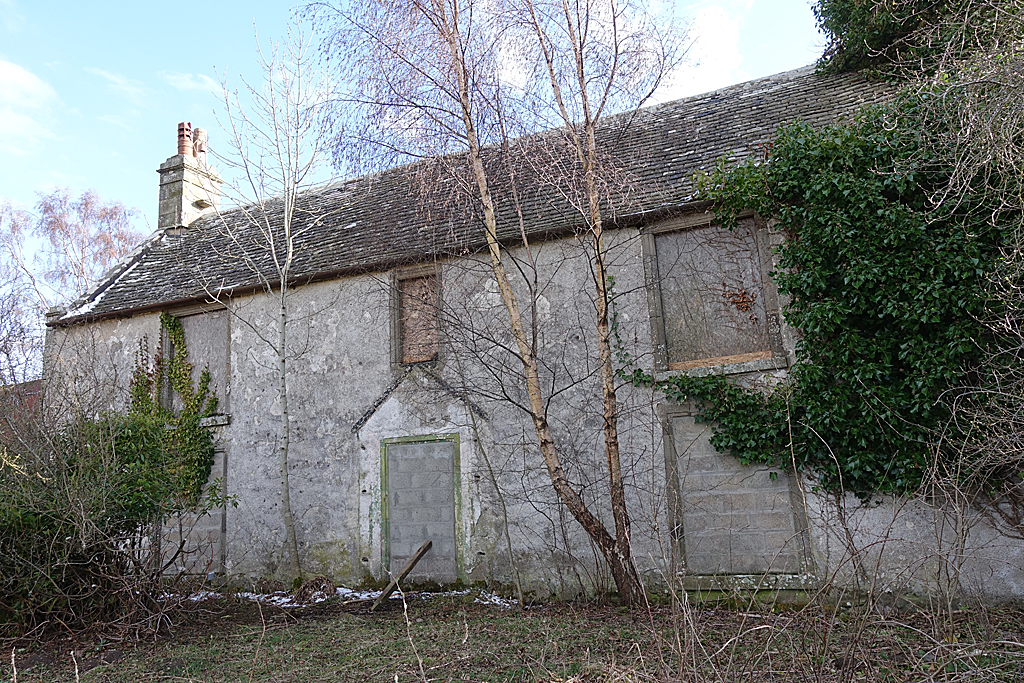
Pittensair

Pittensair, auch Pittensier, ist eine Villa nahe der schottischen Ortschaft Lhanbryde in der Council Area Moray. 1974 wurde das Bauwerk in die schottischen Denkmallisten zunächst in der Kategorie B aufgenommen. Die Hochstufung in die höchste Denkmalkategorie A erfolgte 1988.

## Beschreibung
Die Villa wurde im Jahre 1735 errichtet. Sie diente dem Steinmetzmeister James Ogilvie, der mit hoher Wahrscheinlichkeit auch die Planung und Ausführung des Gebäudes verantwortete, als Wohnstatt. Ein später ergänzter Bauernhof stammt aus dem 19. Jahrhundert. 2008 wurde das leerstehende Gebäude in das Register gefährdeter denkmalgeschützter Bauwerke in Schottland aufgenommen. Sein Zustand wurde 2015 als schlecht bei gleichzeitig moderater Gefährdung eingestuft. Die Außengebäude werden als Ruinen beschrieben.
Pittensair steht isoliert etwa 600 Meter südöstlich von Lhanbryde abseits der A96 und der Strecke der Inverness and Aberdeen Junction Railway. Die nordexponierte Hauptfassade des zweigeschossigen Gebäudes ist drei Achsen weit. Sein Mauerwerk besteht aus Bruchstein, der mit Harl verputzt ist, wobei Natursteineinfassungen abgesetzt sind. Entlang der Hauptfassaden sind acht- oder zwölfteilige Sprossenfenster verbaut. Einen Oculus am Westgiebel umgeben die Inschriften James Ogilvie und Marjory Steuart.
Die Ornamentierung von Pittensair greift verschiedene Motive, die Ogilvie zuvor für Kirchengebäude, Herrenhäuser oder seinen Arbeiten an der heutigen Privatschule Gordonstoun entwickelt hatte, in deutlich kleinerer Dimension auf. Das abschließende Satteldach ist mit Schiefer aus Banffshire eingedeckt. Die flacheren Anbauten links und rückwärtig sind späteren Datums. Sie schließen heute mit Wellblechdächern, dürften aber in der Vergangenheit reetgedeckt gewesen sein.